# Třída Dunkerque
Třída Dunkerque byla třída francouzských bitevních lodí. Tyto první francouzské skutečně moderní bitevní lodě byly postaveny na základě dohod z Washingtonské konference náhradou za odzbrojenou bitevní loď Jean Bart a ztroskotanou bitevní loď France. Celkem byly postaveny dvě jednotky této třídy. Ve službě byly v letech 1937–1942. Obě byly potopeny za druhé světové války.

## Vývoj
U těchto lodí, které měly být protiváhou německých těžkých křižníků třídy Deutschland a bitevních křižníků třídy Scharnhorst, se Francouzi inspirovali britskou třídou Nelson. Pro poslední třídy francouzských bitevních lodí byly typické jinde nepoužívané čtyřdělové věže. Ty měly být použity už u nerealizovaných bitevních lodí třídy Normandie (pouze Béarn byla dokončena jako letadlová loď).
Jednotky třídy Dunkerque:
| Jméno      | Loděnice           | Založení kýlu     | Spuštěna          | Vstup do služby | Osud                                                                                    |
| ---------- | ------------------ | ----------------- | ----------------- | --------------- | --------------------------------------------------------------------------------------- |
| Dunkerque  | Arsenal de Brest   | 24. prosince 1932 | 2. října 1935     | 1. května 1937  | Dne 27. listopadu 1942 potopena vlastní posádkou v Toulonu.                             |
| Strasbourg | Arsenal de Lorient | listopad 1934     | 12. prosince 1936 | 15. září 1938   | Dne 27. listopadu 1942 potopena vlastní posádkou v Toulonu, dne 18. srpna 1944 zničena. |

## Konstrukce

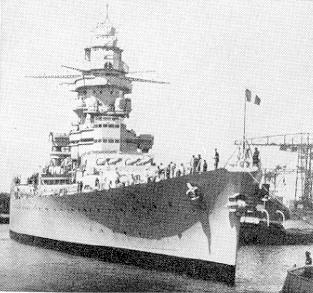
Strasbourg

Podle Washingtonských dohod byl výtlak lodí omezen na 35 000 tun. Hlavní výzbroj tvořilo osm 330mm kanónů ve dvou čtyřdělových věžích, které byly obě umístěny na přídi lodi. Sekundární výzbroj představovalo 16 kusů 130mm kanónů, umístěných v pěti věžích. Tři čtyřdělové věže byly v zadní části nástavby, dvě dvoudělové na jejich bocích. Lehkou výzbroj tvořilo osm 37mm kanónů a 32 kusů 13,2mm kulometů Hotchkiss. Na zádi lodi byl umístěn katapult.

## Služba

### Útok na Mers-el-Kébir

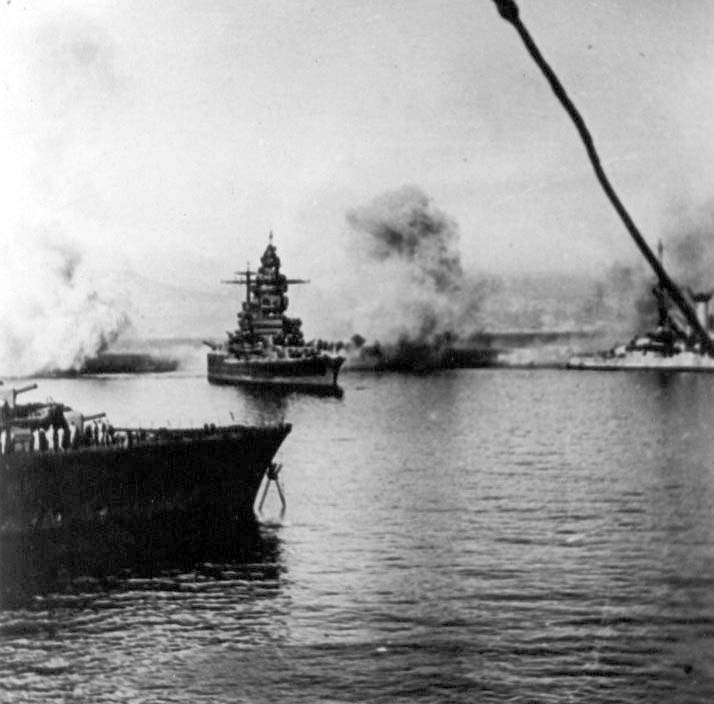
Strasbourg pod palbou v Mers-el-Kébiru

Po kapitulaci Francie na počátku druhé světové války a vzniku Vichistické Francie se část francouzských lodí uchýlila na britské základny, většina loďstva však v nejasné situaci kotvila na francouzských základnách v Africe. Jedinou bojovou akcí obou lodí tak byl paradoxně britský útoku na Mers-el-Kébir (Operace Catapult), kdy před přístav připlula britská flota, která měla zabránit možnosti, že by se francouzských lodí zmocnili Němci. Poté, co francouzi odmítli kapitulaci, 3. července 1940 spustily britské lodě palbu, která potopila bitevní loď Bretagne, zatímco Provence a Dunkerque byly těžce poškozeny (Dunkerque musel potopení zabránit najetím na břeh) a pouze Strasbourg dokázal bez vážného poškození uniknout z přístavu a odplout do Toulonu, kde se stal novou vlajkovou lodí.
Protože Britové měli pochybnosti o skutečném stavu Dunkerque, o dva dny později jej torpédy napadly bombardéry Fairey Swordfish z letadlové lodě HMS Ark Royal. Dvě torpéda zasáhla hlídkovou loď Terre-Neuve kotvící u boku Dunkerque a přivedla k výbuchu část min, které loď nesla na palubě.
Na části trupu bitevního plavidla bylo strženo pancéřování i obšívka a vzniklým otvorem o rozměrech cca 18×12 metrů vniklo do nitra Dunkerque přes 20 000 tun vody. Po prohlídkách bylo plavidlo zprvu označeno jako totální ztráta, postupně se však podařilo obrovskou díru v trupu provizorně utěsnit betonem a odčerpat vodu. Dne 19. února 1942 se po zprovoznění části strojovny vydala zmrzačená bitevní loď na celkovou opravu do loděnic v Toulonu.

### Potopení v Toulonu

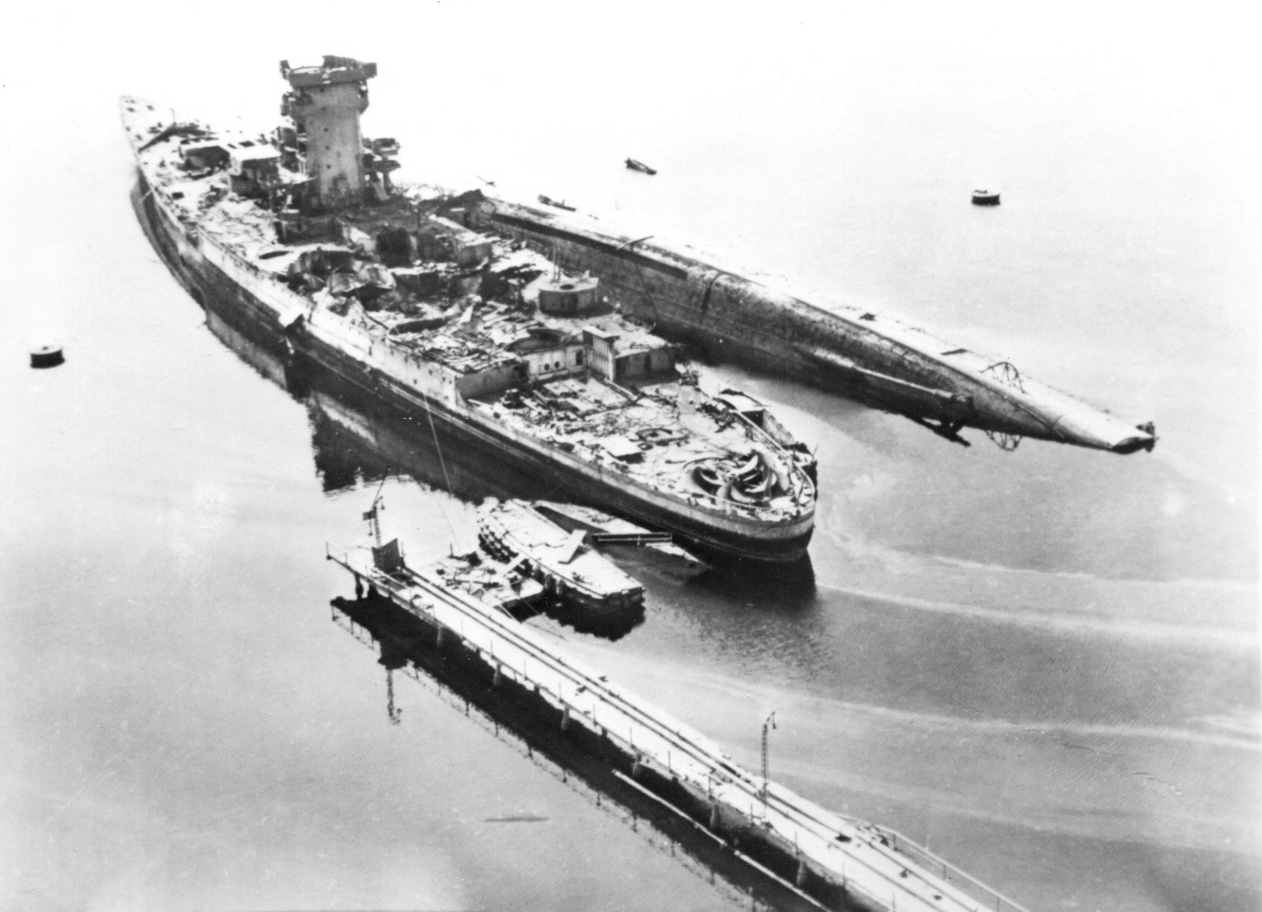
Strasbourg

Po obsazení zbytku Francie německou armádou na konci roku 1942, byla většina francouzských válečných lodí včetně Dunkerque a Strasbourg 27. listopadu 1942 potopena v Toulonu vlastní posádkou.

### Další osud lodí
Dunkerque už byl poté pouze sešrotován. Strasbourg Italové v následujícím roce vyzvedli, ale opravit ho do své kapitulace v roce 1943 již nedokázali. Loď poté obsadili Němci, přičemž 18. srpna 1944 ji podruhé potopil americký nálet. Po osvobození Toulonu byl vrak opět vyzvednut, ale již nebyl opraven. Po válce byl Strasbourg sešrotován.